# 12. svibnja
12. svibnja (12. 5.) 132. je dan godine po gregorijanskom kalendaru (133. u prijestupnoj godini).
Do kraja godine imaju još 233 dana.

## Događaji
- 254. – Papa Stjepan I. naslijedio Lucija I.
- 907. – Abdicirao je kineski car Ai što označava kraj dinastije T'ang
- 1364. – Osnovano Jagielonsko sveučilište
- 1743. – Marija Terezija okrunjena za Kraljicu Češke
- 1883. – Tunis postao francuski protektorat
- 1937. – Đuro VI. okrunjen za engleskoga kralja
- 1942. – Počela Druga bitka za Harkov
- 1992. – Zrakoplov agresorskog Jugoslavenskog ratnog zrakoplovstva projektilima gađao Ploče. Nije bilo stradalih, ali je nanio materijalnu štetu.[1]

| - 1496. – Gustav I. Vasa, švedski kralj († 1560.) - 1803. – Justus von Liebig, njemački kemičar († 1873.) - 1820. – Florence Nightingale, engleska bolničarka († 1910.) - 1828. – Dante Gabriel Rossetti, engleski slikar i pjesnik († 1882.) - 1842. – Jules Massenet, francuski skladatelj († 1912.) - 1866. – Sveti Leopold Mandić, hrvatski svetac († 1942.) - 1879. – Milan Marjanović, hrvatski književnik, političar, filmski djelatnik († 1955.) - 1907. – Katharine Hepburn, američka glumica - 1909. – Branko Marjanović, hrvatski filmski redatelj i montažer († 1996.) - 1910. – Dorothy Hodgkin, engleska biokemičarka († 1994.) - 1915. – Brat Roger, švicarski svećenik († 2005.) - 1930. – Srećko Badurina, hrvatski biskup († 1996.) | - 1838. – Jędrzej Śniadecki, poljski znanstvenik i književnik (* 1768.) - 1845. – August Wilhelm Schlegel, njemački književnik (* 1767.) - 1871. – Daniel-François-Esprit Auber, francuski skladatelj (* 1782.) - 1884. – Bedřich Smetana, češki skladatelj (* 1824.) - 1973. – Frances Marion, američka scenaristica (* 1888.) - 1995. – Filip Lukenda, hrvatski katolički svećenik (* 1943.) - 1996. – Vojislav Đurić, srpski povjesničar umjetnosti (* 1925.) - 2001. – Didi, brazilski nogometaš i trener (* 1929.) - 2008. – Irena Sendler, poljska humanitarka (* 1910.) - 2009. – Đurđica Cvitanović, hrvatska povjesničarka umjetnosti (* 1924.) - 2025. – Vlastimil Hort, češki šahovski velemajstor (* 1944.) |